# 168. Infanterie-Division
La 168. Infanterie-Division fu una divisione di fanteria dell'esercito tedesco che combatté nella seconda guerra mondiale. Tra il 1941 e il 1944 fu schierata nel settore meridionale del fronte orientale. Trasferita poi con ruoli di guarnigione in Polonia, nel 1945 fu travolta dall'offensiva sovietica e distrutta a febbraio presso Baranov.